# Staten Vietnam
Staten Vietnam (vietnamesiska: Quốc gia Việt Nam) var en stat som hävdade auktoritet över hela Vietnam under Indokinakriget och ersatte Vietnams provisoriska centralregering (1948-1949). Den provisoriska regeringen var en kort övergångsadministration mellan koloniala Cochinkina och en självständig stat. Staten skapades 1949 och erkändes internationellt 1950. Dess främsta makt var i söder, medan Demokratiska republiken Vietnam dominerade norr. Tidigare kejsaren Bao Đại var statschef (Quoc Truong). Ngo Đình Diệm utsågs till premiärminister 1954. Diệm störtade Bao Đại året därpå och blev president i Republiken Vietnam.

## Källa
- Lockhart, Bruce M.; Duiker William J. (2006) (på engelska). Historical Dictionary of Vietnam [Elektronisk resurs]. Lanham: Scarecrow Press. Libris 22405250